# Casa consistorial de Sevilla
Casa consistorial de Sevilla (Mestna hiša) je stavba narejena v slogu plateresco v Sevilli v Španiji, kjer je trenutno doma vlada mesta (špansko: Ayuntamiento).
Stavba ima veliko fasado razdeljeno na pet modulov, okrašeno s plateresco reliefi, ki vključujejo groteskne motive, ki so jih navdihnili italijanski oziroma florentinski arhitekti, simbole heraldike, alegorije na pravosodje in dobro vlado in upodobitve mitoloških ali zgodovinskih likov, kot so Hercules, Julij Cezar in Karel V. Habsburški. 

## Zgodovina
Leta 1526 je bila v Sevilli poroka Karla V. Habsburškega (Karla I. Španskega) in njegove sestrične Izabele Portugalske. in kralj začne graditi stavbo za mestno oblast, ki bi predstavljala moč in pomen mesta v tistem času.
Do takrat je Mestni svet (cabildo) imel svoj sedež v nekaterih hišah na lokaciji Corral de los Olmos, danes Plaza de la Virgen de los Reyes, za stolnico v Sevilli. Nova stavba je bila zgrajena na Plaza de San Francisco, v središču mesta in njegovem poslovnem okrožju, za istoimenskim samostanom in pred Audiencia (sodišče).
Objekt je zasnoval arhitekt Diego de Riaño, ki je gradjo tudi nadzoroval od leta 1527 do svoje smrti leta 1534. Nasledil ga je najprej Juan Sánchez, ki je zgradil arkade, ki zdaj povezujejo stavbo s Plaza Nueva, in kasneje Hernán Ruiz mlajši. 
V devetnajstem stoletju, po zrušitvi samostana San Francisco, 1867 preuredijo stavbe. Dela izvajata Demetrio de los Ríos in Brown Balbino, ki sta oblikovala novo neoklasično glavno fasado, obrnjeno na Plaza Nueva. Po drugi strani pa so preuredili tudi notranjost okoli dveh dvorišč in veliko stopnišče.